# Địa Linh
Địa Linh là một xã thuộc huyện Ba Bể, tỉnh Bắc Kạn, Việt Nam.

## Địa lý
Xã Địa Linh có vị trí địa lý:
- Phía bắc giáp thị trấn Chợ Rã và xã Bành Trạch
- Phía đông giáp xã Bành Trạch và xã Yến Dương
- Phía nam giáp xã Yến Dương và xã Quảng Khê
- Phía tây giáp xã Thượng Giáo.

Xã Địa Linh có diện tích 31,17 km², dân số năm 2019 là 3.418 người, mật độ dân số đạt 110 người/km².
Xã có tỉnh lộ 258 chạy qua địa bàn.

## Hành chính
Xã Địa Linh được chia thành các thôn bản: Váng 1, Váng 2, Pác Nghè 1, Pác Nghè 2, Tiền Phong, Nà Mô, Cốc Pái, Nà Đúc 1, Nà Đúc 2.